# 나상도
나상도(본명: 김성철, 1985년 12월 19일~)는 대한민국의 가수이자 방송인으로, 경상남도 남해군 출생이다. 별명은 양산의 아들이다.

## 생애

### 어린 시절
1984년 12월 6일 남해군에서 태어났다.

### 학창 시절
서울토성초등학교 입학했는데 졸업했다.
풍납중학교 입학했는데 졸업했다.
남해제일고등학교 입학했는데 졸업했다.

### 대학교 시절
22세 때에 서울종합예술실용학교 실용음악학과(2006년 2월, 전문학사 취득)를 나오고 나서, 2006년 6월 언더그라운드 라이브 클럽에서 록 발라드 음악 가수로 활약했다.

### 군인 시절
이듬해 2007년 6월 경기도 용인시 소재 육군 제3군사령부(제3야전화학중대)의 운전병 보직으로 입대하여 복무한 후, 2009년 8월 제대하면서 군대 복무를 마치고 나서는, 2009년 10월 언더그라운드 라이브 클럽으로 돌아왔다.

### 음악 시절
이듬해 2010년 8월 록 음악 클럽에서는 마지막으로 떠난 후, 2011년 트로트 가수로 활동을 재개하였다.

## 학력
- 서울토성초등학교
- 풍납중학교
- 남해제일고등학교
- 서울종합예술전문학교 실용음악학과

## 앨범
- 2011년 《쌍쌍》
- 2017년 《벌떡 일어나》
- 2023년 《콕콕콕》
- 2023년 《어무니》

## 출연작

### 가요 프로그램 관련
- ubc(울산방송) 《전국 톱 10 가요 쇼》
- 아이넷TV 《성인가요콘서트》
- 아이넷TV 《가요사랑콘서트》
- KNN(부산방송) 《쑈! TV유랑극단》
- KNN(부산방송) 《제9회 환경사랑음악회》 등

### 드라마
- 2018년 KNN 촌티콤 《날아라 메뚜기》

### 예능
- 2017년 KBS2 《1대 100》 - 100인
- 2018년 KBS2 《1박 2일》 글로벌 특집 투어 - 게스트
- 2019년 tvN 《쇼! 오디오자키》
- 2020년 SBS 《트롯신이 떴다2 - 라스트 찬스》 - 참가자
- 2021년 SBS 《미운 우리 새끼》 - 게스트
- 2021년 MBN 《헬로트로트》 - 참가자
- 2022년 MBC 《미스터리 음악쇼 복면가왕》 - 참가자
- 2022년 디즈니플러스 《더 존: 버텨야 산다》 - 게스트
- 2022년 KBS1 《전국노래자랑》 - 초대가수
- 2022년 TV조선 《미스터트롯2》 - 참가자
- 2023년 TV조선 《트랄랄라 브라더스》
- 2023년 TV조선 《미스터로또》
- 2024년 TV조선 《트랄랄라 유랑단》
- 2024년 TV조선 《미스터트롯3》 - 심사위원
- 2025년 TV조선 《트롯 올스타전 수요일 밤에》

## 교양
- 2022년 KBS 1TV 《6시 내고향》 8월 25일 7604회 《힘내라 전통시장》 코너 (임시패널)[2]
- 2024년 KBS 1TV 《아침마당》 1월 16일 9566회 2024 청룡해! 트로트 의형제가 책임지겠소이다[3]